# جزیره موستاخ
جزیره موستاخ (انگلیسی: Muostakh Island) یک جزیره در شمال استان یاقوتستان کشور روسیه است.